# Gyp the Blood
Pour les articles homonymes, voir Gyp (homonymie) et Horowitz.
Gyp the Blood, surnom de Harry Horowitz (1889-1914), est un gangster américain, chef du gang de l'avenue Lenox (en) de New York, qui sévissait durant la première partie du XXe siècle et qui fut l'une des plus violentes bandes armées d'avant la prohibition.

## Biographie

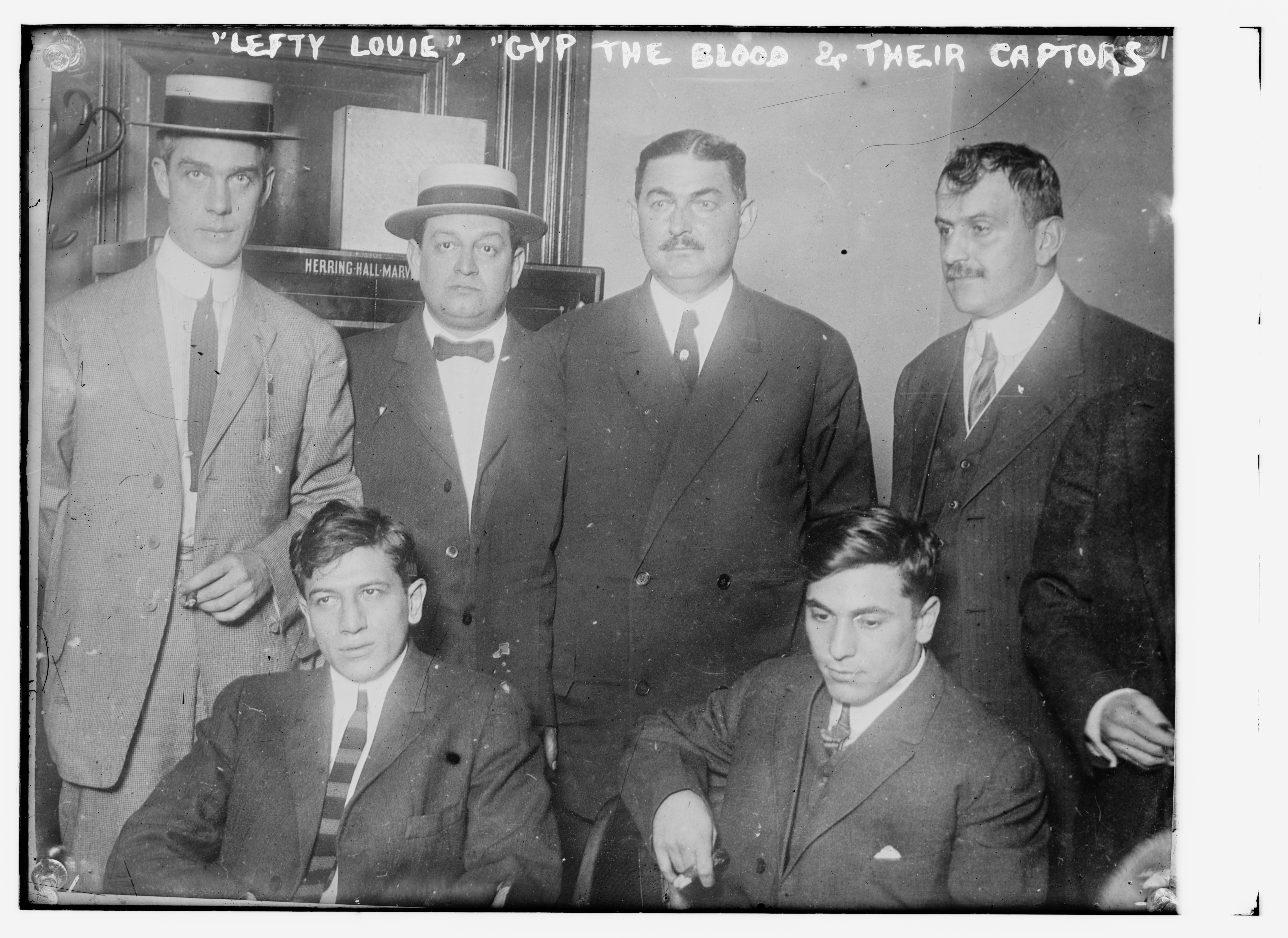
Gyp the Blood (assis à gauche) avec «Lefty Louie» Rosenberg, photographiés lors de leur arrestation en 1912.

Harry Horowitz nait en 1889 dans une famille juive. Sa spécialité était de casser le dos de ses victimes avec son genou, ce qu'il faisait malgré un gabarit de 1 mètre 70 pour seulement 60 kilos. 
Gyp the Blood, avec trois des membres de son gang, est célèbre dans l'histoire du gangstérisme pour avoir participé le 16 juillet 1912 au meurtre spectaculaire de Hermann Rosenthal, un bookmaker, à la sortie du restaurant de l'hôtel Metropole à New York, meurtre commandité par le lieutenant de police Charles Becker qui voulait l'empêcher de révéler ses relations avec le milieu du jeu. Quatre coups de feu frappèrent à mort Rosenthal. Gyp the Blood et ses complices ont été condamnés pour « assassinat en public » à la chaise électrique le 13 avril 1914. L'année suivante, Becker fut aussi exécuté pour ce crime.

## Référence culturelle
Le compositeur Charles Ives s'est inspiré de la figure d'Horowitz pour composer Gyp the Blood or Hearst deuxième mouvement de son troisième set pour orchestre de chambre.